# Massacre de Bucha
Massacre de Bucha foi o assassinato em massa ocorrido em março de 2022 durante a Batalha de Bucha da invasão russa da Ucrânia em 2022. Material fotográfico e de vídeo do massacre começou a surgir em 1º de abril de 2022, depois que as forças russas se retiraram da cidade. Os relatos de atrocidades também incluem tortura, mutilação, decapitação, estupro e abuso sexual.
Segundo o prefeito de Bucha (ou Butcha), mais de 300 habitantes da cidade foram encontrados mortos. A Ucrânia pediu ao Tribunal Penal Internacional que investigue o que aconteceu em Bucha como parte de sua investigação em andamento sobre a invasão, a fim de determinar se uma série de crimes de guerra russos foram cometidos. Posteriormente, até 1 000 corpos seriam encontrados por toda a região do Oblast de Kiev, incluindo 458 só em Bucha.
As autoridades russas negaram qualquer irregularidade e descreveram imagens e fotografias de cadáveres como uma provocação ou uma encenação das autoridades ucranianas. Essas negações foram refutadas por vários grupos e organizações de mídia. Relatos de testemunhas oculares de moradores também culparam as Forças Armadas Russas pelos assassinatos.

## Contexto
Como parte da invasão da Ucrânia em 2022, os militares russos atravessaram a fronteira ao sul da Bielorrússia, entrando em território da Ucrânia. Um dos movimentos iniciais consistiu num avanço, em direção a Kiev, de uma enorme coluna de veículos militares.
Em março de 2022, as forças avançadas russas entraram na cidade de Bucha, tornando-se uma das primeiras áreas da periferia de Kiev ocupadas pelas forças russas.[carece de fontes?]
Ao contrário do que aconteceu noutras cidades, o governador local continuou no cargo durante a ocupação. Ele não foi sequestrado ou executado.
No final de março, antes da retirada russa de Kiev, a procuradora-geral da Ucrânia, Iryna Venediktova, afirmou que os promotores de justiça ucranianos reuniram evidências de 2.500 casos suspeitos de crimes de guerra na invasão russa de 2022 e identificaram "várias centenas de suspeitos" desses actos.
Como parte da retirada geral das forças russas estacionadas ao norte de Kiev, e também como na sequência da contra-ofensiva ucraniana, as tropas russas na área de Bucha recuaram para na direção norte. As forças ucranianas entraram na cidade em 1º de abril.

## Relatórios

### Durante a ofensiva russa
De acordo com o The Kyiv Independent, em 4 de março, as forças russas mataram três civis ucranianos desarmados que estavam voltando da entrega de comida para um abrigo para cães. Por volta das 7h15 do dia 5 de março, dois carros que transportavam duas famílias tentando escapar foram vistos por soldados russos quando os veículos viraram na rua Chkalova. As forças russas abriram fogo contra o comboio, matando um homem no segundo veículo. O carro da frente foi atingido por uma rajada de metralhadora, matando instantaneamente duas crianças e sua mãe.
O prefeito da cidade, Anatoliy Fedoruk, havia falado aos meios de comunicação sobre crimes de guerra na cidade antes da recaptura da cidade. Em 7 de março, ele comparou a situação em Bucha a um "pesadelo" em uma entrevista à Associated Press, dizendo aos repórteres que "não podemos nem recolher os corpos porque o bombardeio de armas pesadas não para dia ou noite. Cães estão separando os corpos nas ruas da cidade." Em uma entrevista de 28 de março com Adnkronos, Fedoruk disse que as forças russas eram culpadas de crimes contra a humanidade. Ele evocou "um plano de terror contra a população civil" e afirmou que "aqui em Bucha vemos todos os horrores que ouvimos falar como crimes cometidos pelos nazistas durante a Segunda Guerra Mundial".

### Após a retirada russa

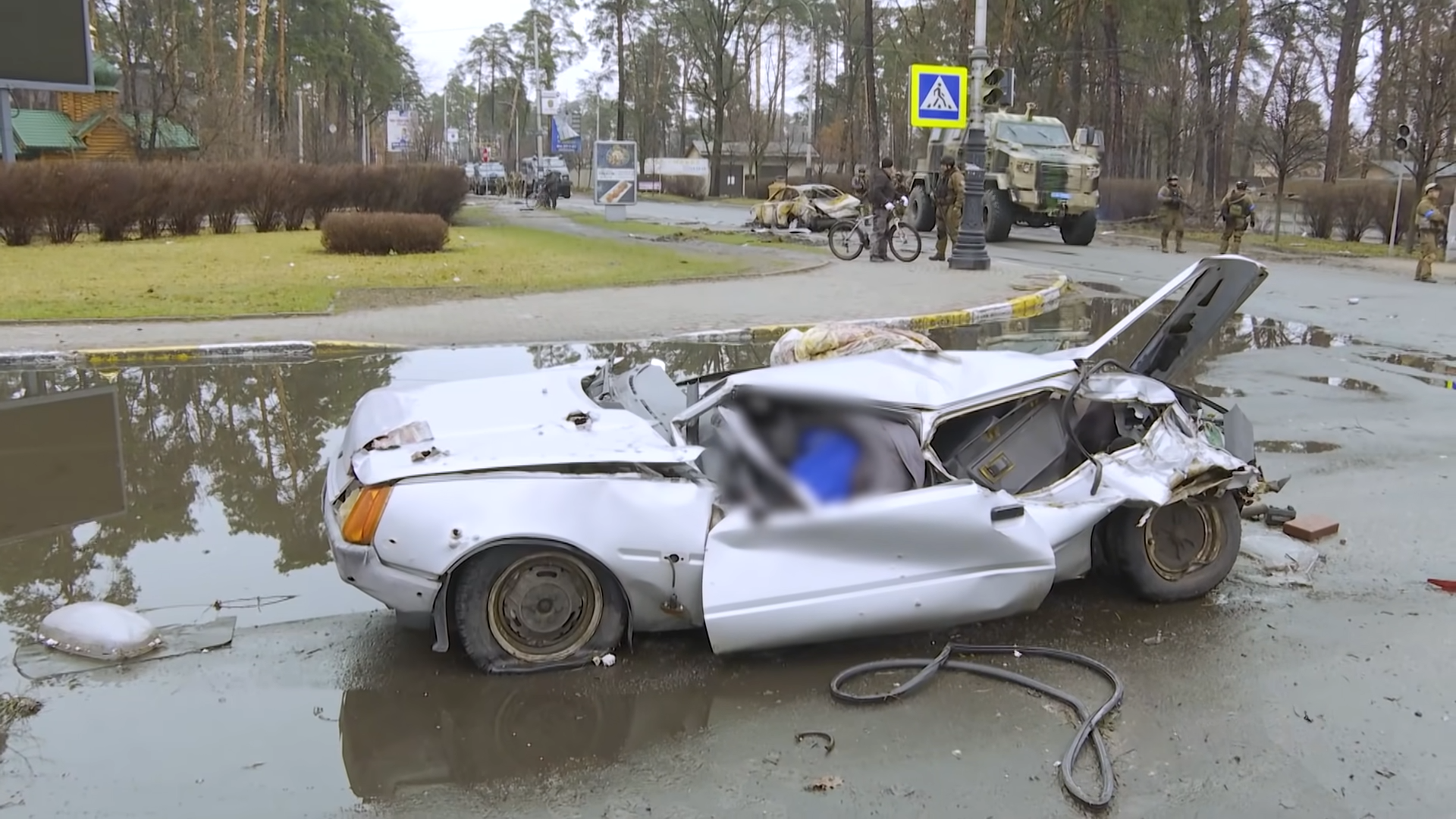
Uma pessoa morta dentro de um carro destruído em Bucha, 2 de abril de 2022

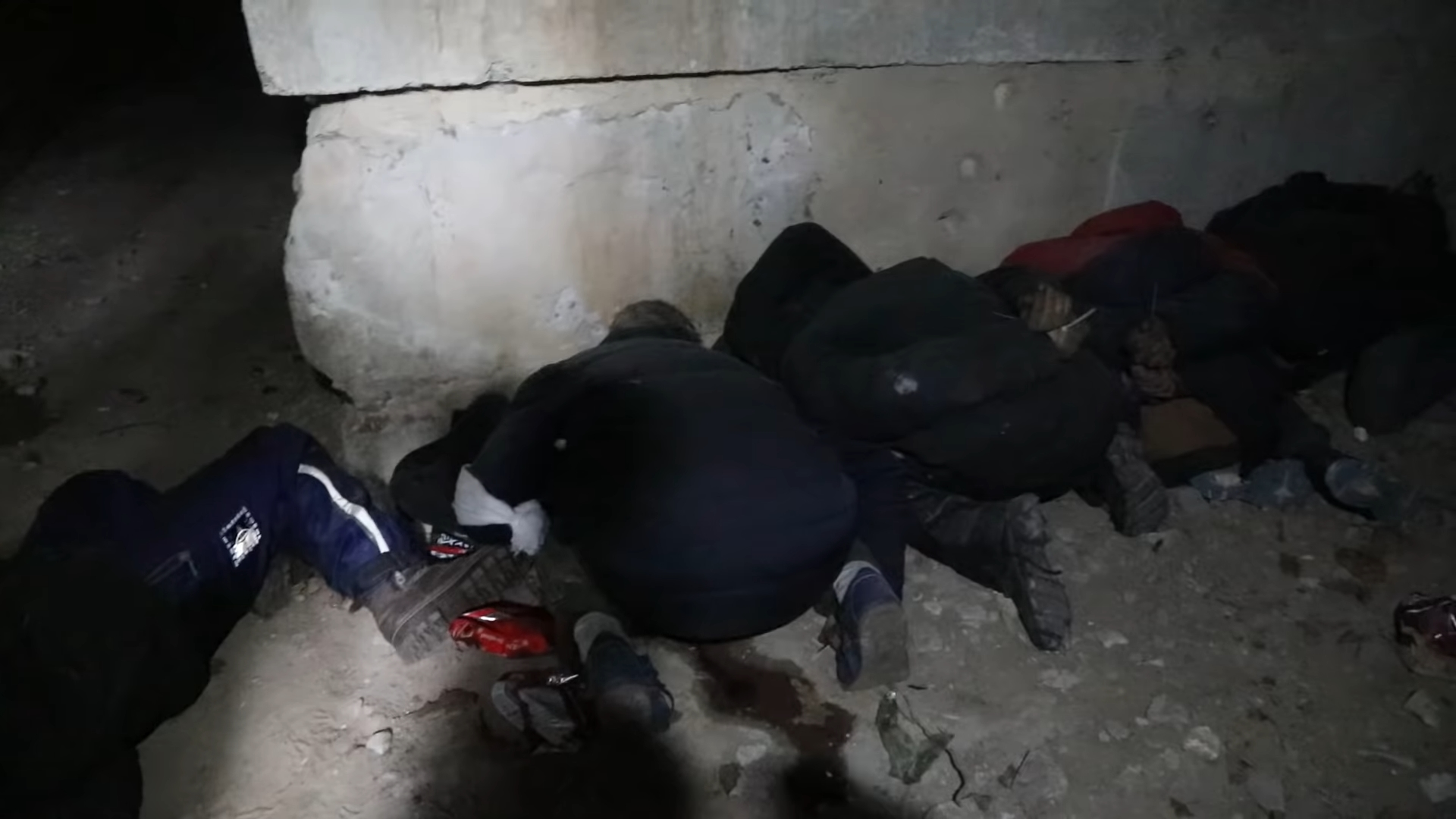
Pessoas executadas com pulsos amarrados em restrições de plástico, em um porão em Bucha, 3 de abril de 2022

As imagens de vídeo que surgiram após a retirada russa foram postadas nas mídias sociais em 1º de abril de 2022 e mostraram vítimas civis em massa. Segundo o prefeito Fedoruk, "centenas de soldados russos" também estavam entre os corpos encontrados na região. Posteriormente, surgiram mais evidências que pareciam mostrar crimes de guerra cometidos pelas forças russas enquanto ocupavam a região. Soldados das Forças de Defesa Territoriais da Ucrânia disseram ter encontrado dezoito corpos mutilados de homens, mulheres e crianças no porão de um acampamento de verão em Zabuchchya, perto de Bucha.
As imagens de vídeo que surgiram após a retirada russa foram postadas nas mídias sociais em 1º de abril de 2022 e mostraram vítimas civis em massa. Segundo o prefeito Fedoruk, "centenas de soldados russos" também estavam entre os corpos encontrados na região. Posteriormente, surgiram mais evidências que pareciam mostrar crimes de guerra cometidos pelas forças russas enquanto ocupavam a região. Soldados das Forças de Defesa Territoriais da Ucrânia disseram ter encontrado dezoito corpos mutilados de homens, mulheres e crianças no porão de um acampamento de verão em Zabuchchya, perto de Bucha.
Um relatório publicado pelo The Kyiv Independent incluiu uma foto e informações sobre um homem e duas ou três mulheres nuas debaixo de um cobertor cujos corpos soldados russos tentaram queimar na beira de uma estrada antes de fugir. Autoridades ucranianas disseram que as mulheres foram estupradas e os corpos queimados. Jornalistas que escrevem para o The Kyiv Independent consideram que as fotos indicavam que as forças russas haviam escolhido e matado civis ucranianos de forma organizada, com muitos corpos sendo encontrados com as mãos amarradas nas costas.
Muitas das vítimas pareciam estar realizando suas rotinas diárias, carregando sacolas de compras. As imagens mostraram civis mortos com as mãos amarradas. Outras imagens mostraram um homem morto ao lado de uma bicicleta. Os próprios jornalistas que entraram na cidade descobriram os corpos de mais de uma dúzia de pessoas em trajes civis.
A CNN, a BBC, e a AFP divulgaram a documentação em vídeo de numerosos cadáveres de civis nas ruas e pátios de Bucha, alguns deles com braços ou pernas amarrados. A BBC News disse que dos 20 corpos na rua, alguns foram baleados no templo e alguns corpos foram atropelados por um tanque. Em 2 de abril, um repórter da AFP afirmou ter visto pelo menos vinte corpos de civis do sexo masculino caídos nas ruas de Bucha, com dois dos corpos de mãos amarradas. Fedoruk disse que todos esses indivíduos foram baleados na parte de trás da cabeça.
Em 5 de abril, jornalistas da  Associated Press viram corpos carbonizados em uma rua residencial perto de um playground em Bucha, incluindo um com um buraco de bala no crânio e um corpo queimado de uma criança. Na mesma data, o Washington Post informou que investigadores ucranianos encontraram evidências de tortura, decapitação, mutilação e incineração de cadáveres. Os corpos de pelo menos um dos mortos foram transformados em uma armadilha e extraídos com arames. Aldeões que foram solicitados a ajudar a identificar um corpo decapitado relataram que soldados russos bêbados lhes disseram sobre a realização de atos sádicos contra ucranianos.
Em 9 de abril, investigadores forenses ucranianos começaram a recuperar corpos de valas comuns, como na igreja de André Apóstolo.
Em 21 de abril, a Human Rights Watch publicou um extenso relatório que resumia sua própria investigação em Bucha, implicando tropas russas em execuções sumárias, outros assassinatos ilegais, desaparecimentos forçados e tortura. Também instou as autoridades ucranianas a preservar evidências e cooperar com o Tribunal Penal Internacional para reforçar futuros processos por crimes de guerra.

#### Uso de flechetes
Em 24 de abril, o The Guardian informou que dezenas de corpos tinham flechettes neles. Testemunhas oculares anônimas em Bucha relataram anteriormente o disparo de tiros de flechette pela artilharia russa, usando projéteis que carregam até 8.000 flechettes cada, de acordo com o Guardian. O uso de flechettes em áreas urbanas é considerado uma violação do direito humanitário.

## Mortes

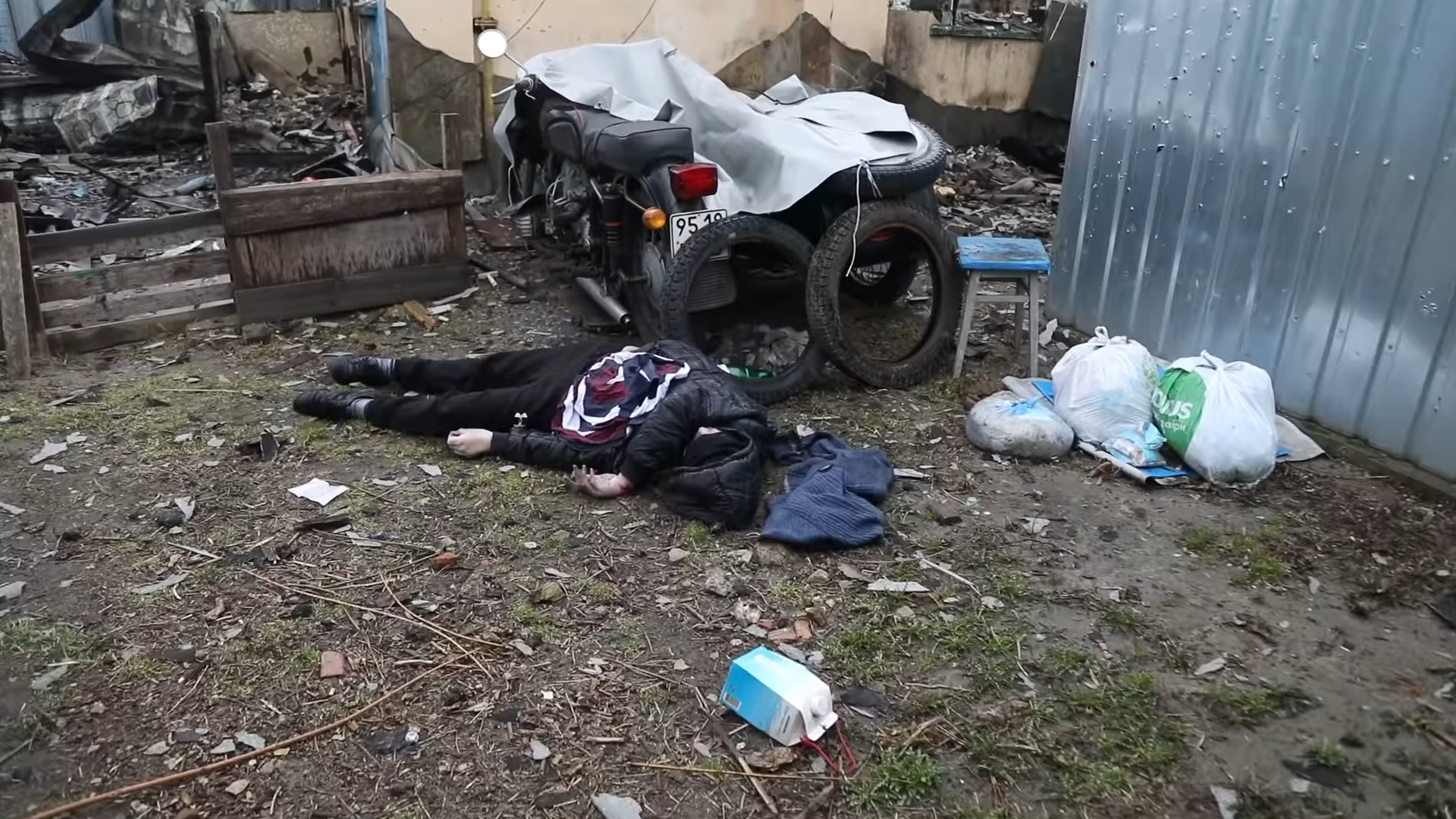
Uma mulher ucraniana morta em Bucha, abril de 2022

### Contagem de mortes informada
O prefeito Fedoruk disse que pelo menos 280 indivíduos da cidade tiveram que ser enterrados em valas comuns. Os moradores locais tiveram que enterrar outros 57 corpos em outra vala comum. Serhiy Kaplishny, um legista local que fugiu, mas retornou, disse que até 3 de abril sua equipe havia recolhido mais de 100 corpos durante e após os combates (incluindo mortes de soldados e mortes por causas naturais).
Ele disse que antes de sair, ele havia contratado um operador de retroescavadeira para cavar uma vala comum perto da igreja, já que o necrotério não conseguia refrigerar os corpos devido à falta de eletricidade, e "foi um horror". Ele também disse que, desde o retorno, ele pegou 13 corpos de civis que estavam com os braços amarrados e foram baleados à queima-roupa.
O número exato de pessoas mortas é desconhecido. Fedoruk disse que pelo menos 300 pessoas foram encontradas mortas logo após o massacre. Em entrevista à Reuters, o vice-prefeito Taras Shapravskyi disse que 50 das vítimas foram executadas extrajudicialmente. O número de 300 foi posteriormente revisado para 403 em 12 de abril.
O ministro da Defesa, Oleksii Reznikov, disse: "Só em Bucha, o número de mortos já é maior do que em Vukovar", referindo-se à morte de centenas de civis croatas e prisioneiros de guerra durante a Guerra da Independência da Croácia. Em 13 de abril de 2022, aBBC News publicou um artigo dizendo que "pelo menos 500 mortos foram encontrados desde que os russos deixaram" Bucha. Em 16 de maio de 2022, a BBC News informou que mais de 1.000 civis foram mortos na região de Bucha durante o mês sob ocupação russa, mas a maioria não morreu por estilhaços ou bombardeios. Mais de 650 foram mortos a tiros por soldados russos.
Em 13 de junho de 2022, as autoridades ucranianas disseram que 1.316 corpos de pessoas foram descobertos em Bucha e arredores desde a retirada russa. No mesmo dia, mais sete vítimas também foram recuperadas de uma sepultura na floresta. Dois deles estavam com as mãos amarradas nas costas e com ferimentos de bala nos joelhos, o que a polícia local disse indicar tortura.

#### Vítimas notáveis
Vitaly Vinogradov, o decano acadêmico do Seminário Evangélico Eslavo de Kyiv, estava entre os mortos em Bucha. O corpo de Zoreslav Zamoysky, um jornalista freelance local, também foi encontrado em Bucha, e foi posteriormente enterrado na aldeia de Barakhty. O empresário e ex-candidato à eleição presidencial ucraniana de 2004 Oleksandr Rzhavskyy foi morto em Bucha em sua propriedade. Rzhavskyy foi anteriormente apontado como um político pró-Rússia, criticou o governo ucraniano pós-2014 e elogiou Vladimir Putin. De acordo com sua filha, ele havia sido sequestrado duas vezes por soldados russos em sua propriedade que exigiram um resgate e, durante uma bebedeira, os soldados russos o mataram a tiros.

### Localização das vítimas
| Mapa | N°                                                        | Legenda                                                 |
| ---- | --------------------------------------------------------- | ------------------------------------------------------- |
|      | 1                                                         | Cinco homens mortos em um porão de acampamento de verão |
| 2    | Mulher morta no jardim                                    |                                                         |
| 3    | Seis mortos em um asilo para idosos                       |                                                         |
| 4    | Mãe baleada ao lado da filha                              |                                                         |
| 5    | Vala comum improvisada (número exato de corpos é incerto) |                                                         |
| 6    | Homem morto que saiu para o pão                           |                                                         |
| 7    | Vítima de estupro é encontrada no porão                   |                                                         |
| 8    | Escola N° 3 (corpos encontrados no local)                 |                                                         |
| 9    | Filho baleado ao lado do pai                              |                                                         |
| 10   | Irmãs mortas em casa                                      |                                                         |
| 11   | Quatro mortos em sequência na rua                         |                                                         |
| 12   | Homem encontrado na calçada                               |                                                         |
| 13   | Corpo na rua                                              |                                                         |
| 14   | Homem executado com tiro na cabeça                        |                                                         |
| 15   | Homem coberto de terra                                    |                                                         |
| 16   | Homem decapitado                                          |                                                         |
| 17   | Homem e mulher no poço de concreto                        |                                                         |
| 18   | Homem na rua não pavimentada                              |                                                         |
| 19   | Três civis no quintal                                     |                                                         |
| 20   | Menino encontrado no porão                                |                                                         |
| 21   | Dois irmãos encontrados no mato                           |                                                         |
| 22   | Família de quatro entre seis vítimas                      |                                                         |

## Depoimentos e relatos

### Depoimento de moradores
Moradores e o prefeito da cidade disseram que as vítimas foram mortas por tropas russas. Eles indicaram que muitos dos sobreviventes estavam se escondendo dos russos em porões, com muito medo de sair. Alguns deles ficaram semanas sem luz ou eletricidade, usando velas para aquecer água e cozinhar. Eles saíram do esconderijo apenas quando ficou claro que os russos haviam partido, dando as boas-vindas à chegada das tropas ucranianas.
A BBC e o The Guardian citaram relatos de testemunhas oculares, de habitantes de Bucha e das aldeias vizinhas de Obukhovychi e Ivankiv, de tropas russas usando civis como escudos humanos quando foram atacados por soldados ucranianos.
The Economist relatou um relato de um sobrevivente de uma execução em massa. Depois de ficar preso em um posto de controle quando foi atacado pela artilharia russa, o homem foi capturado por soldados russos, junto com os trabalhadores da construção com quem estava abrigado no posto de controle. Os soldados os levaram para um prédio próximo que estava sendo usado como base russa, os revistaram, espancaram e torturaram, depois os levaram para o lado do prédio para atirar e matá-los. O homem foi baleado na lateral, mas sobreviveu fingindo-se de morto e depois fugindo para uma casa próxima.
Moradores, conversando com a Human Rights Watch (HRW) após a retirada das forças russas, descreveram o tratamento das pessoas na cidade durante a ocupação: soldados russos foram de porta em porta, questionando as pessoas, destruindo seus pertences e saqueando suas roupas para vestir. eles mesmos. A HRW ouviu relatos de que civis foram alvejados ao deixar suas casas em busca de comida e água, e seriam obrigados a voltar para suas casas por tropas russas, apesar da falta de necessidades básicas, como água e calor, devido à destruição da infraestrutura local. Também houve relatos de que veículos armados russos disparariam arbitrariamente contra edifícios na cidade e que as tropas russas recusaram assistência médica a civis feridos. Uma vala comum foi cavada para as vítimas locais e as tropas realizaram execuções extrajudiciais. Um porta-voz da HRW disse que havia documentado pelo menos um "caso inconfundível" de execução sumária por soldados russos em 4 de março.
De acordo com uma reportagem do The New York Times, soldados russos mataram moradores da cidade "de forma imprudente e às vezes sádica" em uma "campanha de terror". Atiradores russos mataram civis desavisados. Uma mulher ucraniana foi sequestrada por russos, mantida em um porão, estuprada repetidamente e depois executada. Outro grupo de mulheres e meninas ficou trancado em um porão por quase um mês; nove delas engravidaram posteriormente. Indivíduos com as mãos amarradas nas costas e executados foram encontrados em toda a cidade, indicando que várias unidades militares russas realizaram os assassinatos.
De acordo com um residente de Kiev, que estava presente no quartel-general da força de defesa territorial de Bucha, soldados russos verificaram documentos e mataram aqueles que participaram da guerra na região de Donbas, na Ucrânia. Ele disse que as tropas russas mataram pessoas com tatuagens associadas a grupos de direita, mas também aquelas com tatuagens de símbolos ucranianos. De acordo com seu relato, na última semana da ocupação, combatentes kadyrovites chechenos estavam atirando em todos os civis que encontrava. Outro morador relatou que soldados russos verificaram os telefones celulares de civis em busca de evidências de atividade anti-russa antes de levá-los ou atirar neles.
Uma testemunha disse à Radio Free Europe/Radio Liberty que os russos "estavam matando pessoas sistematicamente. Eu pessoalmente ouvi como um franco-atirador estava se gabando de ter 'derrubado' duas pessoas que viu nas janelas do apartamento. . . . Não havia necessidade. Não havia justificativa militar para matar. Estava apenas torturando civis. Em outros quarteirões, as pessoas eram realmente torturadas. Eles foram encontrados com as mãos amarradas nas costas e baleados na parte de trás da cabeça". Os moradores relataram que os assassinatos foram deliberados e muitos relataram que, em vários casos, os atiradores matariam civis sem motivo claro.
Lyudmyla Denisova, comissária de direitos humanos da Ucrânia na época, afirmou que a violência sexual contra civis foi armada pelos soldados russos como parte do que ela chamou de "genocídio do povo ucraniano". De acordo com Denisova, em 6 de abril de 2022, uma linha telefônica especial havia recebido pelo menos 25 denúncias de estupro de mulheres e meninas de Bucha, com idades entre 14 e 24 anos.

### Imagens de satélite
A Rússia relata que os corpos foram "encenados" pelo lado ucraniano após a retirada das tropas russas serem desmentidas por imagens de satélite de meados de março que foram fornecidas pela Maxar Technologies ao The New York Times. As imagens da rua Yablonska mostram pelo menos 11 "objetos escuros de tamanho semelhante a um corpo humano" aparecendo entre 9 e 11 de março. Eles apareceram precisamente nas mesmas posições dos corpos posteriormente filmados por um membro do conselho local em 1º de abril, depois que as forças ucranianas recuperaram a cidade. Outro vídeo da mesma rua mostra três corpos perto de bicicletas e carros abandonados, que apareceram pela primeira vez entre 20 e 21 de março, segundo imagens de satélite. O Times concluiu, em 4 de abril, que "muitos civis foram mortos há mais de três semanas, quando os militares russos controlavam a cidade" e que as imagens refutam as declarações russas em contrário. A BBC News chegou à mesma conclusão.
As imagens de satélite também mostraram os primeiros sinais de escavações para uma vala comum em Bucha em 10 de março. Em 31 de março, ele havia sido expandido para um "aproximadamente 45 ft (14 m) trincheira na seção sudoeste da área perto da igreja".

### Gravação em vídeo
Imagens de vídeo de um drone verificadas pelo The New York Times mostraram dois veículos blindados russos atirando em um civil andando com uma bicicleta. Um vídeo separado, filmado após a retirada russa, mostrou uma pessoa morta vestindo roupas civis combinando com as imagens do drone, deitada ao lado de uma bicicleta.
Em 19 de maio, o The New York Times divulgou vídeos mostrando soldados russos conduzindo um grupo de civis, depois forçando-os a cair no chão. Os cadáveres dos homens foram posteriormente gravados por um drone no local onde o vídeo foi gravado e os corpos encontrados posteriormente após a libertação de Bucha. Os vídeos mostram claramente os homens assassinados sob custódia russa minutos antes de sua execução e confirmam relatos de testemunhas oculares. As tropas responsáveis pelos assassinatos eram pára-quedistas russos.

## Unidades russas envolvidas
Ativistas ucranianos disseram que a 64ª Brigada de Fuzileiros Motorizados Separada, uma brigada de infantaria motorizada que faz parte do 35º Exército do Distrito Militar do Leste, estava ocupando Bucha enquanto as atrocidades aconteciam. Além disso, duas unidades de chechenos kadyrovites, uma da Força Especial de Resposta Rápida (SOBR) e outra força paramilitar de controle de distúrbios conhecida como a Unidade Móvel de Propósitos Especiais (OMON), estiveram envolvidas na ocupação militar de Bucha e aldeias vizinhas.
Vários grupos ucranianos usaram fontes abertas de inteligência para identificar a 64ª Brigada de Fuzileiros Motorizados, unidade 51460, como parte das forças de ocupação, em um esforço para rastrear os responsáveis. A mídia ucraniana publicou os nomes dos soldados russos que alegadamente estavam baseados em Bucha durante a ocupação. Ukrayinska Pravda, citando a Direção de Inteligência da Ucrânia, disse que a 64ª Brigada de Fuzileiros Motorizados foi retirada da área, com a intenção de retornar à Ucrânia na frente de Kharkiv.
Em 6 de abril de 2022, a CNN citou um funcionário não identificado dos EUA dizendo que a identificação das unidades russas envolvidas nas atrocidades de Bucha era "uma prioridade extremamente alta" para as agências de inteligência dos EUA, que usavam todas as ferramentas e ativos disponíveis em seu trabalho e estavam a ponto de "reduzir" a responsabilidade.
Em 6 de abril de 2022, o serviço de inteligência alemão Bundesnachrichtendienst (BND) informou os parlamentares sobre as interceptações de rádio de soldados russos na área ao norte de Kiev, que podem estar ligadas às atrocidades em Bucha. As interceptações aparentemente indicam que o Grupo Wagner desempenhou um papel de liderança nas atrocidades, que os assassinatos não foram considerados excepcionais pelos soldados que os discutiram e, segundo fontes familiarizadas com as interceptações, que as atrocidades se tornaram um elemento padrão dos militares russos. atividade.
O New York Times informou em 19 de maio de 2022 que os documentos recuperados onde os homens ucranianos foram executados pertenciam ao 104º Regimento de Ataque Aéreo de Guardas (Unidade 32515) e à Unidade 74268 do 234º Regimento de Ataque Aéreo de Guardas.

## Investigação

### Ucrânia
A Polícia Nacional da Ucrânia abriu investigações sobre os eventos em Bucha, com a ampla área tratada como cena de crime. Ao mesmo tempo, o Ministério das Relações Exteriores solicitou a investigação do Tribunal Penal Internacional na Ucrânia para enviar investigadores para Bucha e outras áreas de Kiev Oblast. O ministro das Relações Exteriores, Dmytro Kuleba, também pediu a outros grupos internacionais que coletassem evidências.

### Rússia
A Rússia solicitou uma reunião especial do Conselho de Segurança das Nações Unidas, do qual é um dos cinco membros permanentes, para tratar do que chamou de "provocação hedionda aos radicais ucranianos", a filmagem de cadáveres em Bucha, que disse ter sido encenada. Alexander Bastrykin, chefe do Comitê de Investigação da Rússia, ordenou uma investigação sobre o que chamou de "provocação ucraniana", acusando as autoridades ucranianas de divulgar "informações deliberadamente falsas" sobre as ações das forças armadas russas.

## Reações

### Ucrânia
O ministro das Relações Exteriores, Dmytro Kuleba, descreveu os eventos como um "massacre deliberado". Ele disse que a Rússia era "pior que o ISIS" e que as forças russas eram culpadas de assassinato, tortura, estupro e saques. Kuleba também pediu aos países do G7 que imponham sanções adicionais "devastadoras".
Em entrevista ao Bild, o prefeito de Kiev, Vitali Klitschko, disse que "o que aconteceu em Bucha e outros subúrbios de Kiev só pode ser descrito como genocídio " e acusou o presidente russo, Vladimir Putin, de crimes de guerra. O presidente Zelenskyy visitou a área em 4 de abril de 2022, para mostrar aos repórteres e ao mundo as atrocidades relatadas em Bucha.
Falando ao Conselho de Segurança das Nações Unidas em 5 de abril, Zelenskyy disse que o massacre foi "infelizmente apenas um exemplo do que os ocupantes têm feito em nosso território nos últimos 41 dias", e que as forças russas usaram tanques para esmagar Civis ucranianos em carros "por prazer". Ele pediu que a Rússia seja responsabilizada pelas ações de seus militares e perca sua posição no Conselho de Segurança.

### Resposta e negação russa

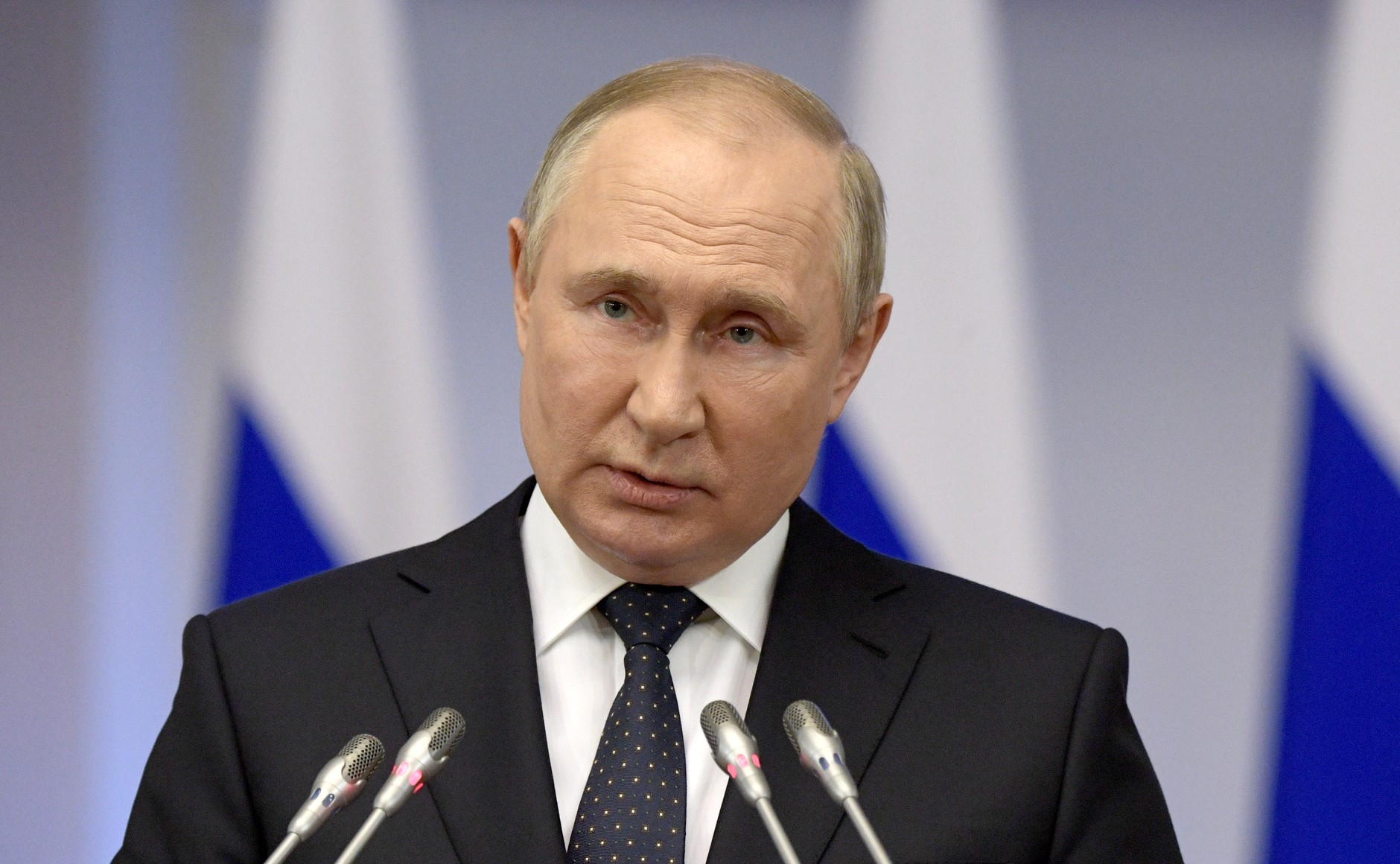
O presidente russo, Vladimir Putin, negou que as tropas russas fossem responsáveis pelo massacre de civis em Bucha

O ministro das Relações Exteriores da Rússia, Sergey Lavrov, chamou o massacre de "ataque falso" usado contra a Rússia, alegando que foi encenado. Ele disse que as forças russas deixaram Bucha em 30 de março, enquanto evidências de assassinatos surgiram, segundo ele, quatro dias depois, após a chegada em Bucha do serviço de segurança ucraniano, e afirmou que em 31 de março o prefeito de Bucha, Anatoly Fedoruk, divulgou um vídeo mensagem informando que o exército russo havia deixado a cidade sem mencionar nenhum local baleado nas ruas. A Associated Press informou que o prefeito Fedoruk deu seu relato sobre "cadáveres se acumulando em Bucha" em 7 de março.
Em 4 de abril, nas Nações Unidas, o representante russo Vasily Nebenzya disse que os corpos nos vídeos não estavam lá antes da retirada das forças russas de Bucha. Isso foi desmentido por imagens de satélite que mostraram que os corpos estavam lá já em 19 de março; a posição dos cadáveres nas imagens de satélite coincide com as fotos de smartphones tiradas no início de abril.
O canal Telegram do Ministério da Defesa da Rússia republicou um relatório afirmando que as forças russas não atacaram civis durante a batalha. Segundo o comunicado, um massacre não poderia ter sido encoberto pelos militares russos, e a vala comum da cidade estava cheia de vítimas de ataques aéreos ucranianos. O Ministério disse que analisou um vídeo que pretendia mostrar os corpos de civis mortos em Bucha e disse que os cadáveres filmados estavam se movendo. Essa alegação foi investigada pelo Departamento de Moscou da BBC, que concluiu que não havia evidências de que o vídeo havia sido encenado.
O presidente russo, Vladimir Putin, e o presidente bielorrusso, Alexander Lukashenko, chamaram o assassinato em massa de civis em Bucha de “falso”.
O Representante Permanente da Rússia nas Nações Unidas, Vassily Nebenzya, afirmou que a mídia ocidental "suprimiu todos os fatos e evidências objetivas e disseminou falsificações flagrantes" e deu a entender que o relatório do Guardian prova que o exército ucraniano foi responsável pelos assassinatos.

### Organizações internacionais

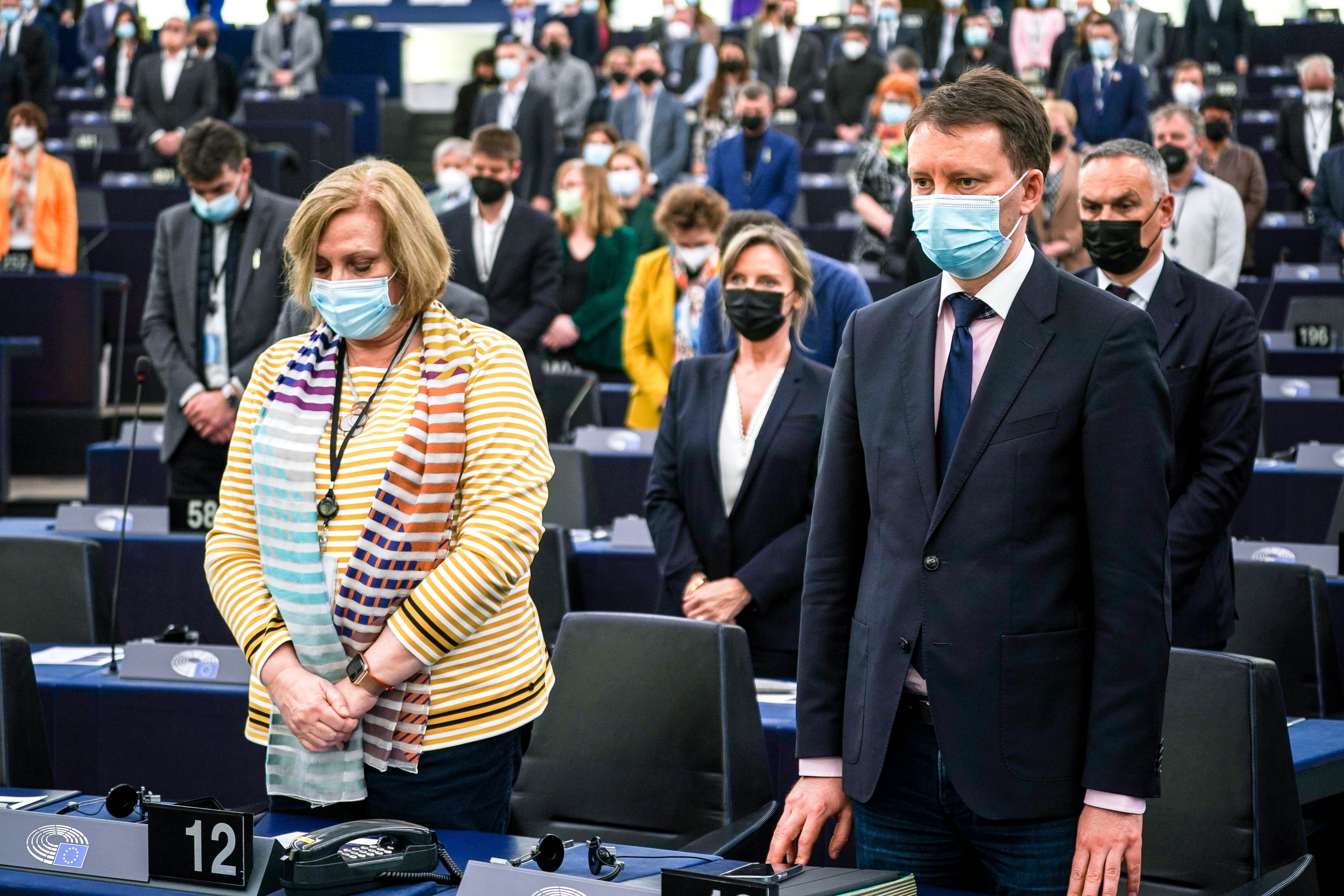
O Parlamento Europeu observa um minuto de silêncio pelas vítimas da guerra na Ucrânia, com a menção específica do Massacre de Bucha, 4 de abril de 2022

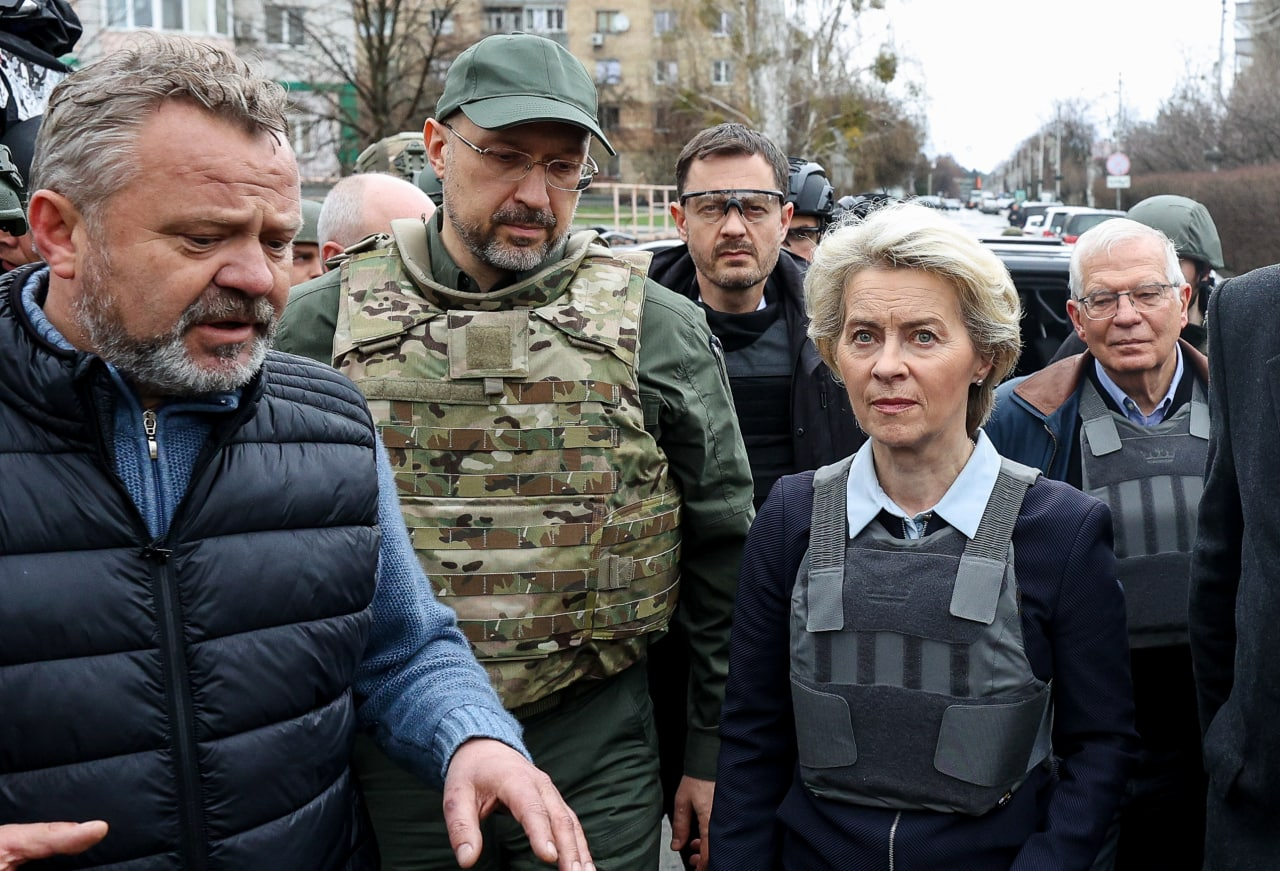
A presidente da União Europeia, Ursula von der Leyen, e outras autoridades da UE e da Ucrânia visitam Bucha após o massacre, em 8 de abril de 2022.

O massacre foi condenado pelo presidente do Conselho da UE, Charles Michel, que disse estar "chocado com imagens assombrosas de atrocidades cometidas pelo exército russo em Kiev" e prometeu que a UE ajudaria a Ucrânia e grupos de direitos humanos na coleta de evidências para uso em tribunais internacionais. O secretário-geral da OTAN, Jens Stoltenberg, também expressou seu horror ao alvo de civis.
O secretário-geral das Nações Unidas, António Guterres, expressou seu choque com as imagens e pediu uma investigação independente que garanta uma responsabilização efetiva. O Conselho de Segurança da ONU se reuniu em 5 de abril para discutir a situação, incluindo um discurso em vídeo do presidente Zelenskyy.
Em 7 de abril, os Estados Unidos iniciaram uma resolução na sessão especial de emergência da Assembleia Geral da ONU para suspender a Rússia do Conselho de Direitos Humanos, o principal órgão de direitos humanos da ONU. A resolução foi aprovada, com 93 países votando a favor da proposta, 24 contra e 58 abstenções. A Rússia é o segundo país a ter seus direitos de membro revogados no conselho, depois da Líbia em 2011, e o único membro permanente do Conselho de Segurança a ter seus direitos revogados.
Os ministros das Relações Exteriores do G7 emitiram uma declaração conjunta condenando as "atrocidades" cometidas pela Rússia em Bucha e outras partes da Ucrânia.
A presidente da Comissão Europeia, Ursula von der Leyen, visitou Bucha em 8 de abril, vendo valas comuns e descrevendo o massacre como "o rosto cruel do exército de Putin". Mais tarde, Von der Leyen visitou Kiev e se encontrou com o presidente Zelenskyy, apresentando a Zelenskyy a papelada para iniciar o processo de adesão da Ucrânia à União Européia e oferecendo acelerar a solicitação da Ucrânia.

### Outros países
Líderes de países europeus vizinhos e vizinhos condenaram o ataque e pediram investigações sobre as atrocidades cometidas. O primeiro-ministro estoniano, Kaja Kallas, comparou as imagens do evento com as de assassinatos em massa cometidos pela União Soviética e pela Alemanha nazista, e pediu que detalhes fossem coletados e os responsáveis levados ao tribunal, enquanto o primeiro-ministro eslovaco Eduard Heger comparou o massacre com o " apocalipse da guerra na ex-Iugoslávia ". O presidente da Moldávia, Maia Sandu, chamou o evento de "crimes contra a humanidade" e declarou 4 de abril de 2022 um dia de luto nacional em memória de todos os ucranianos mortos na guerra russo-ucraniana. Entre a Ucrânia e outros vizinhos da Rússia, tais condenações também foram expressas por líderes políticos na Finlândia, Lituânia Polônia, e Turquia.
Os eventos levaram a numerosos membros da União Europeia – incluindo Dinamarca, Estônia, França, Alemanha, Itália, Letônia, Lituânia, Portugal, Romênia, Eslovênia, Espanha e Suécia – ordenando a expulsão de mais de 200 diplomatas russos no total de seus países. Tais expulsões também foram decretadas pelo Japão.
A mídia doméstica chinesa afirmou que a Ucrânia encenou o incidente, repetiu as alegações russas contra a responsabilidade e afirmou que os Estados Unidos eram responsáveis pela guerra junto com suas tragédias subsequentes. Representantes da China e da Índia no Conselho de Segurança da ONU descreveram os relatórios como "profundamente perturbadores" e apoiaram os pedidos de investigações internacionais. Na China, tais reações também ecoaram em uma coletiva de imprensa para o Ministério das Relações Exteriores, embora a culpa pelo incidente não tenha sido atribuída diretamente a nenhum dos atores envolvidos. Essa recusa em atribuir culpa foi seguida pela repetição na mídia estatal chinesa de alegações russas que contestam a veracidade dos eventos. O aliado de Putin, o presidente bielorrusso Alexander Lukashenko, também chamou o massacre de Bucha de "ataque de bandeira falsa" e uma "operação psicológica" orquestrada por agentes britânicos para introduzir novas sanções contra a Rússia, e supostamente deu a Putin documentos relacionados a essas alegações. O jornal estatal cubano Granma também afirmou que o incidente foi encenado, relatando que as imagens de Bucha "distorcem a realidade e dão ao mundo uma versão irreal do que aconteceu, após o abandono das tropas russas", enquanto a Telesur, de propriedade e operado pelos governos de Cuba, Nicarágua e Venezuela, descreveu o massacre como "uma notícia falsa".
O presidente dos EUA, Joe Biden, pediu que Putin seja julgado por crimes de guerra. Biden também afirmou que apoiava sanções adicionais à Rússia. Um sentimento semelhante foi compartilhado pelo primeiro-ministro britânico Boris Johnson, que disse que as sanções econômicas e o apoio militar à Ucrânia seriam intensificados como resultado.
O presidente francês Emmanuel Macron descreveu as ações dos militares russos como crimes de guerra e que novas sanções eram necessárias em resposta. Macron sugeriu atacar as indústrias russas de petróleo e carvão. Posteriormente, a União Europeia anunciou sanções adicionais contra a Rússia, incluindo a proibição de importações de carvão, madeira, borracha, cimento, fertilizantes e outros produtos da Rússia. Esperava-se que a proibição das importações de carvão custasse à Rússia 8 bilhões de euros por ano. As sanções adicionais também incluíam proibições de exportação de equipamentos de alta tecnologia e tecnologia da Europa. Ao anunciar as sanções, Josep Borrell afirmou que elas foram adotadas "na sequência das atrocidades cometidas pelas forças armadas russas em Bucha".

### Comentários nas redes sociais

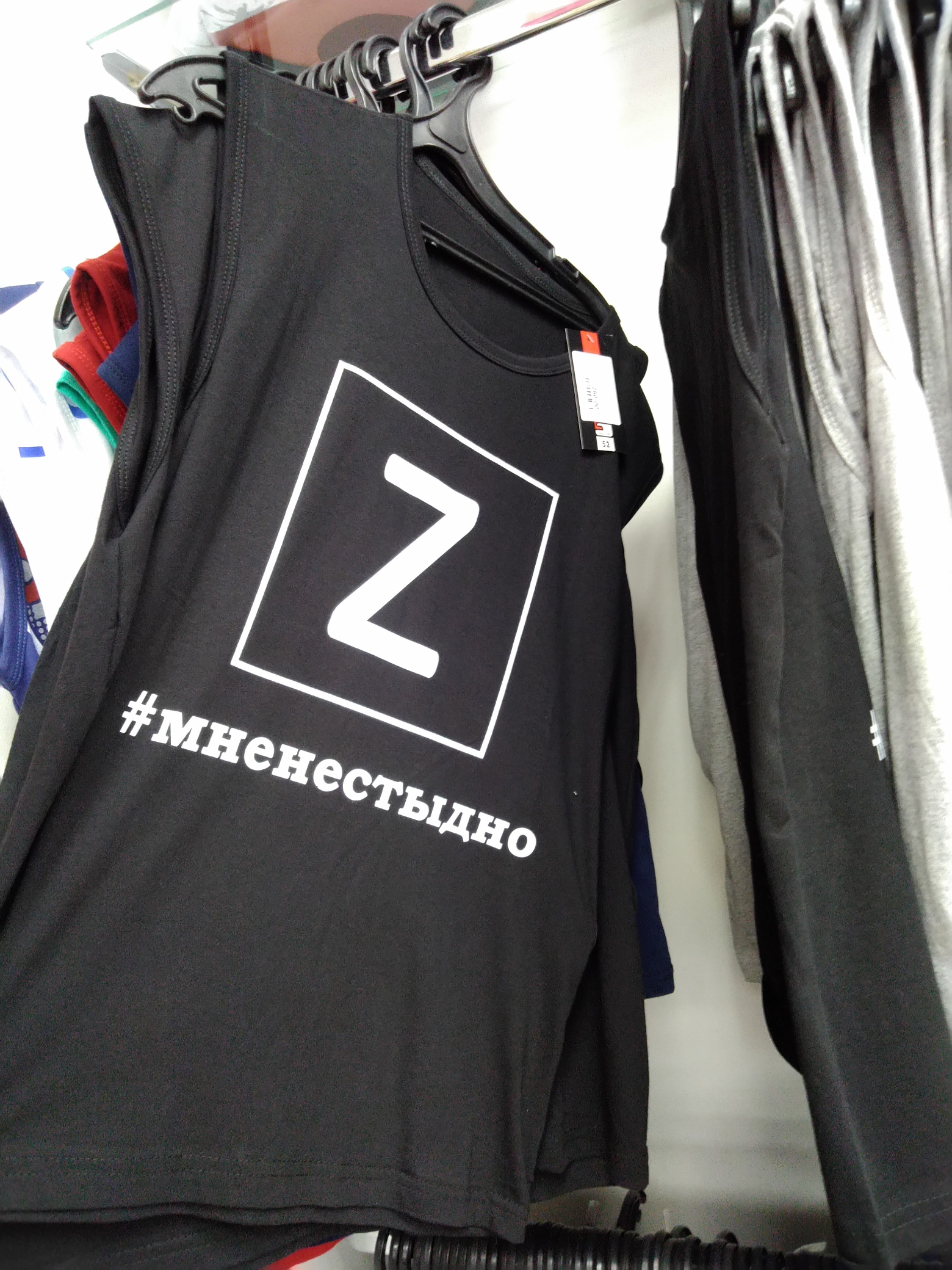
Uma camisa com um símbolo em forma de Z que diz "Não tenho vergonha" (#мненестыдно).

Uma análise de três canais nacionalistas russos do Telegram, com dezenas de milhares de assinantes respondendo às notícias do massacre, relatou que 144 comentários – quase metade – feitos nas primeiras 48 horas exigiram que as forças russas agissem ainda mais violentamente. Muitos dos comentários incluíam apelos racialmente motivados para a violência contra os ucranianos, muitos deles defendendo o genocídio. De acordo com o estudo: "as mensagens combinavam referências religiosas com extrema homofobia, racismo aberto, apelos à violência e descrições do outro ucraniano como doente". Entre o momento em que as notícias do massacre foram divulgadas e o final de abril, os comentários nos canais nacionalistas do Telegram ficaram ainda mais extremos em seus apelos por mais violência sádica das tropas russas, incluindo exortações ao estupro em massa, prostituição de prisioneiros de guerra ucranianos e violência em massa. assassinato. O popular "jornalista ativista" russo nascido em Odessa e moderador de um dos canais, Yuliya Vityazeva, comparou os defensores ucranianos de Mariupol a "baratas" e afirmou que gaseá-los era desnecessário, pois havia maneiras "mais simples e baratas" de assassiná-los. um tipo de comentário que se assemelhava a narrativas observadas no período que antecedeu o genocídio de Ruanda.

Os canais do Telegram também têm sido usados para vender camisetas com as letras "V" e "Z" e o slogan "Abate em Bucha: Podemos Fazer de Novo".